# In mano del destino
In mano del destino è un film muto del 1916 diretto da Mario Caserini.

## Trama
Giovanni, cognato di Costanza, ostacola la relazione di Costanza, vedova del suo defunto fratello, con Paolo Orsini, pittore di talento. Quando costui sarà accusato di un furto, sarà lei a scagionarlo. Ma Orsini, senza sapere di essere stato riconosciuto innocente, si uccide davanti ad un quadro "La Carità" in cui ha ritratto Costanza, donna della sua vita..

## Realizzazione del film
In mano al destino è uno dei primi film che Caserini gira al suo rientro a Roma alla fine del 1916, dopo aver trascorso quattro anni a Torino dapprima presso la "Ambrosio Film" e successivamente alla "Gloria Film", da lui stesso fondata. Nel frattempo egli si è anche recato in Spagna per dirigere tre film interpretati da Leda Gys su incarico della società di produzione di Barcellona "Excelsa Film".

Per qualche tempo egli fu attivo tra Torino, dove aveva fondato nel 1915 la "Caserini Film" e la capitale. A Roma lavora presso la "Tiber Film", con cui restò sino al 1919 realizzando diverse pellicole delle quali la più nota è Resurrezione, ed infine torna alla "Cines", società dove aveva mosso i primi passi della sua fortunata carriera registica. 
Il film è considerato perduto.

## Accoglienza
In base alle fonti disponibili, In mano al destino non ricevette giudizi particolarmente positivi, dato che «la valentia degli interpreti e l'abilità ormai nota dell'inscenatore (regista n.d.r.) non riescono a salvare il dramma, che è noioso e quindi pare lunghissimo».